# Anton Ferdinand
Anton Julian Ferdinand (n. 18 februarie 1985, Peckham, Londra) este un fotbalist englez, în prezent legitimat la Reading. Joacă pe postul de fundaș central.